# Magyar írók élete és munkái (Szinnyei)
A Magyar írók élete és munkái Szinnyei József századforduló idején készített magyar irodalmi lexikonja. Az 1891 és 1914 között megjelent 14 kötetes mű mindazon személyek összegyűjtésére törekedett, akik valamilyen nyomtatásban megjelent (vagy kéziratban hagyott) irodalmi munkát adtak ki a kezük közül. A Magyar írók élete és munkái máig alapmű, és egyben egyike a legnagyobb egyszerzős irodalmi alkotásoknak.

## Koncepciója
A szerző 30 éves kutatásait (1860–1890) követően 24 év alatt (1891–1914) megjelent, közel 30.000 tágabb értelemben vett magyar író – azaz nem csak szépirodalmi műveket alkotó személyek, költők – életrajzát és alkotásait feldolgozó hatalmas, mintegy 5.200 oldalas munka. Gulyás Pál későbbi (befejezetlen) kiegészítő sorozatát (Magyar írók élete és munkái – új sorozat) leszámítva mindmáig a létező legnagyobb terjedelmű és részletességű tudományos mű a témakörében.
A régi magyar(országi) szerzőktől kezdve a kortársakig mindenkire kiterjedt figyelme. Beleértve az idegen nyelven (latinul, németül, szlovákul, románul etc.) publikálókat, a nemzetiségi és „elmagyarosodott” szerzőket. A kor viszonyai és a szerző életpályája okán mindez a történelmi Magyarország (Nagy-Magyarország) tág keretei közt értendő.

## Története
Szinnyei a 19. század második felének jelentős bibliográfusa, könyvtárosa volt, aki már fiatalon, 1860-tól gyűjtötte az adatokat egy reménybeli nagy magyar irodalmi lexikon tervéhez. 1877-re már annyira nagy mennyiségű anyag gyűlt össze, hogy Szinnyei benyújtotta kérelmét a Magyar Tudományos Akadémiához művével kapcsolatban. Az Akadémia anyagi gondok miatt elhalasztotta a kiadást, és csak Szinnyei újabb, 1885-ös és 1886-as kérelme után 1889-ben döntött az anyagi támogatásról, de a mű kiadását nem vállalta.
A szerző végül Hornyánszky Viktor akadémiai könyvkereskedésével kötött szerződést, és az első kötet első füzetei már 1890-ben megjelenhettek. Ekkor Szinnyei már 60 éves volt, de majdnem újult erővel fogott bele jegyzetei rendezésébe. A teljes sorozat végül 24 év alatt 14 kötetben jelent meg. A szerző nem érte meg élete fő művének befejezését: 1913-ban 83 éves korában elhunyt. Az utolsó kötet csak egy évvel a halála után, 1914-ben jelent meg fia, Szinnyei Ferenc közreműködésével.

## Leírása
A lexikonban a szerző mintegy 10.500 hasábon, azaz körülbelül 5.250 kéthasábos oldalon 29.553 tágabb értelemben vett magyar író (azaz nem csak szépírók, költők) életrajzi és könyvészeti adatait gyűjtötte össze. A különféle névváltozatok/változtatások, ill. az elírások és egyéb hibák okán az érintett személyek köre pár százzal kevesebb.
A nevezetesebb írókról bővebben szólt, a kevésbé jelentősnek minősítettek életrajzi adatait szűkebbre szorította, de önállóan megjelent műveik címeinek teljességére gondosan ügyelt. Életrajzait azonos menetben dolgozta ki: közölte az írók pályafutásának fontosabb eseményeit, felsorolta folyóiratbeli és hírlapi cikkeiket, összeállította önállóan megjelent műveiknek címjegyzékét, végül beszámolt forrásairól. A korábbi bibliográfusok anyagát gondosan felhasználta, az újabb irodalomra nézve a múzeumi könyvpéldányok, hírlapok, folyóiratok, gyászjelentések, önéletrajzok adatai után igazodott.

## Jelentősége
A 20. századi jelentős irodalomtörténész, Pintér Jenő így fogalmazza meg álláspontját a művel kapcsolatban:
„[Szinnyei] életének ezt a fő művét sohasem méltathatja elég hálával a magyar tudományosság. Nincs egyetlen tudományszak sem, amely a maga történeti visszapillantásaiban mellőzhetné ezt az anyaggyűjteményt. Sajnos, akik legsűrűbben forgatják, többnyire azok idézik legkevesebbszer. A tizennégy kötet annyira közkinccsé vált, hogy olybá veszik, mint a szótárak közkeletű anyagkészletét; ez azonban nagy méltánytalanság a szerző iránt; az igazán jóhiszemű kutató nem tekintheti szabad zsákmánynak egy emberélet gazdag szellemi termését. Ez a mű örök forrás. A jólcsengő nevek százai és ezrei fognak eltűnni az idők sodrában, amikor «Szinnyei» még mindig ott forog a tudósok kezén.”
Pintér Jenőnek igaza lett: az egész 20. században Gulyás Pál kiegészítő művét leszámítva valóban nem készült hasonlóan terjedelmes és részletes lexikon a magyar írókról.
A mű rendelkezik reprint (Magyar Könyvkiadók és Könyvterjesztők Egyesülése, Veszprém, 1981) és a Magyar Elektronikus Könyvtár jóvoltából elektronikus kiadással is.

## Kötetbeosztása
| Kötetszám   | Kötetcím        | Kiadási év | Hasábszám  | Elektronikus elérés |
| ----------- | --------------- | ---------- | ---------- | ------------------- |
| I. kötet    | Aachs–Bzenszki  | 1891       | 1440 hasáb |                     |
| II. kötet   | Caban–Exner     | 1893       | 1474 hasáb |                     |
| III. kötet  | Fa–Gwóth        | 1894       | 1582 hasáb |                     |
| IV. kötet   | Gyalai–Hyrtl    | 1896       | 1492 hasáb |                     |
| V. kötet    | Iczés–Kempner   | 1897       | 1468 hasáb |                     |
| VI. kötet   | Kende–Kozocsa   | 1899       | 1456 hasáb |                     |
| VII. kötet  | Köberich–Loysch | 1900       | 1440 hasáb |                     |
| VIII. kötet | Löbl–Minnich    | 1902       | 1446 hasáb |                     |
| IX. kötet   | Mircse–Oszvaldt | 1903       | 1450 hasáb |                     |
| X. kötet    | Ótócska–Popea   | 1905       | 1440 hasáb |                     |
| XI. kötet   | Popeszku–Rybay  | 1906       | 1430 hasáb |                     |
| XII. kötet  | Saád–Steinensis | 1908       | 1438 hasáb |                     |
| XIII. kötet | Steiner–Télfy   | 1909       | 1440 hasáb |                     |
| XIV. kötet  | Telgárti–Zsutai | 1914       | 1958 hasáb |                     |